# Републикански път III-1031
Републикански път IIІ-1031 е третокласен път, част от Републиканската пътна мрежа на България, преминаващ по територията на Врачанска и Плевенска област. Дължината му е 24,6 km.
Пътят се отклонява наляво при 31,2 km на Републикански път III-103 в югоизточната част на град Роман и се насочва на североизток покрай десния бряг на река Искър. Минава покрай село Радовене, отива на левия бряг на реката, пресича центъра на село Кунино, изкачва се на билото на източната част на Каменополското плато и навлиза в Плевенска област. След това при село Реселец пътят слиза от платото, отново преминава на десния бряг на река Искър и в центъра на град Червен бряг се свързва с Републикански път III-306 при неговия 11,4 km.
| Пътища, отклоняващи се надясно (населено място, № на пътя, посока на пътя) | km   | Пътища, отклоняващи се наляво (посока на пътя, № на пътя, населено място) |
| -------------------------------------------------------------------------- | ---- | ------------------------------------------------------------------------- |
| Община Роман, Област Враца, III-103, 31,2 km, гр. Роман ←                  | 0,0  | ← гр. Роман, 31,2 km, III-103, Област Враца, Община Роман                 |
| (за с. Радовене) общински път ←                                            | 3,5  |                                                                           |
|                                                                            | 6,7  | → общински път (за с. Камено поле)                                        |
| с. Кунино                                                                  | 8,9  | с. Кунино                                                                 |
| Община Червен бряг, Област Плевен                                          | 14,1 | Област Плевен, Община Червен бряг                                         |
| с. Реселец                                                                 | 19,3 | → с. Реселец, общински път (за с. Бресте)                                 |
| (от гр. Луковит) III-306, 11,4 km, гр. Червен бряг →                       | 24,6 | → гр. Червен бряг, 11,4 km, III-306 (до гр. Оряхово)                      |